# Manuel Mendes (Komponist)
Pater Manuel Mendes (* um 1547 in Lissabon; † 24. September 1605 in Évora) war ein portugiesischer Komponist der Renaissance. Er gilt als wichtiger Vertreter der Portugiesischen Polyphonie.

## Leben und Werk
Mendes wirkte zunächst als Domkapellmeister in Portalegre. 1575 ging er nach Évora. Im selben Jahr wurde er Priester. 1578 wurde er in Évora Meister der Chorknaben an der Kathedrale. 1585 wurde er „bacharel “ (Bachelor) der Kathedrale. In Évora wurde Mendes wegen der Stilreinheit seiner Kompositionen berühmt. Zudem wurde er als bedeutender Musiklehrer geschätzt. Zu Mendes’ Schülern gehörten unter anderem Filipe de Magalhães und Duarte Lobo.
Von Mendes’ handschriftlichen Werken sind nur zwei Messen, ein Requiem, ein Alleluia und ein Asperges erhalten.